# Spilophorella tollenifera
Spilophorella tollenifera is een rondwormensoort uit de familie van de Chromadoridae. De wetenschappelijke naam van de soort is voor het eerst geldig gepubliceerd in 1955 door Wieser.